# Pius Njawé

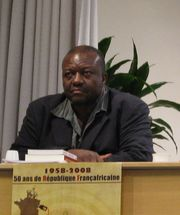

Pius Njawé (4 de março de 1957 - 12 de julho de 2010) foi um jornalista camaronês, diretor do Le Messager, bem como Le Messager Populi. Ele era conhecido como um dos maiores defensores da liberdade de imprensa na África.